# Rio Tinto (Gondomar)
Pour les articles homonymes, voir Rio Tinto.
Rio Tinto est une ville portugaise, freguesia de la municipalité de Gondomar, dans le district de Porto et la région Nord.

## Géographie
La ville est dans la banlieue de Porto, à 7 km au nord-est.